# Diocesi di Chuncheon

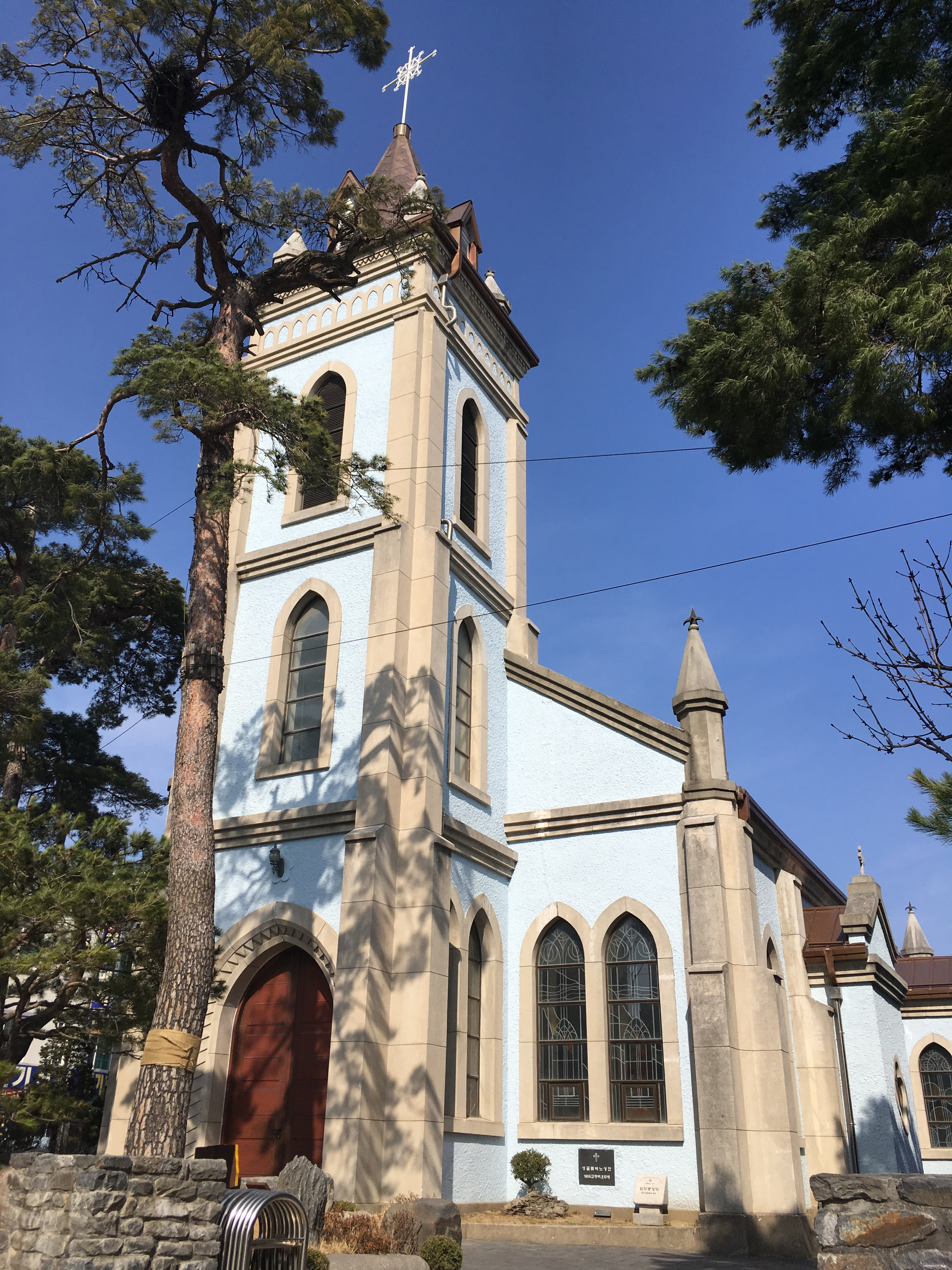
Una chiesa di Gangneung.

La diocesi di Chuncheon (in latino Dioecesis Chuncheonensis) è una sede della Chiesa cattolica in Corea suffraganea dell'arcidiocesi di Seul. Nel 2023 contava 92.470 battezzati su 1.089.493 abitanti. È retta dal vescovo Simon Kim Ju-young.

## Territorio
La diocesi comprende i seguenti territori della Corea:
- nella Corea del Nord l'intera provincia di Kangwon;
- nella Corea del Sud parte della provincia di Gangwon, e precisamente: le città di Gangneung, Donghae (in parte), Sokcho, Chuncheon; e le contee di Goseong, Yanggu, Yangyang, Inje, Cheorwon, Pyeongchang (in parte), Hongcheon e Hwacheon; ed inoltre, nella provincia di Gyeonggi, la città di Pocheon e la contea di Gapyeong.

Sede vescovile è la città di Chuncheon, dove si trova la cattedrale del Sacro Cuore di Gesù.
Il territorio è suddiviso in 62 parrocchie.

## Storia
La prefettura apostolica di Shunsen fu eretta il 25 aprile 1939 con la bolla Ad fidei propagationem di papa Pio XI, ricavandone il territorio dal vicariato apostolico di Seul (oggi arcidiocesi).
Il 16 luglio 1950 la prefettura apostolica assunse il nome di prefettura apostolica di Ch'unch'on.
Il 20 settembre 1955 la prefettura apostolica fu elevata a vicariato apostolico con la bolla Etsi sancta Ecclesia di papa Pio XII.
Il 10 marzo 1962 il vicariato apostolico fu elevato a diocesi con la bolla Fertile Evangelii semen di papa Giovanni XXIII.
Il 22 marzo 1965 cedette una porzione del suo territorio a vantaggio dell'erezione della diocesi di Wonju.
Dal 2005 il vescovo di Ch'unch'on divenne anche amministratore apostolico della diocesi di Hamhung, nel territorio della Corea del Nord.
Il 9 giugno 2021 ha assunto il nome attuale.

## Cronotassi dei vescovi
Si omettono i periodi di sede vacante non superiori ai 2 anni o non storicamente accertati.
- Thomas F. Quinlan, S.S.C.M.E. † (22 novembre 1940[2] - 9 febbraio 1942 dimesso)
  - Sede vacante (1942-1948)
- Thomas F. Quinlan, S.S.C.M.E. † (12 novembre 1948 - 16 novembre 1965 dimesso[3]) (per la seconda volta)
- Thomas Stewart, S.S.C.M.E. † (1º febbraio 1966 - 21 maggio 1994 dimesso)
- John of the Cross Chang-yik † (11 novembre 1994 - 28 gennaio 2010 ritirato)
- Lucas Kim Woon-hoe (28 gennaio 2010 - 21 novembre 2020 ritirato)
- Simon Kim Ju-young, dal 21 novembre 2020

## Statistiche
La diocesi nel 2023 su una popolazione di 1.089.493 persone contava 92.470 battezzati, corrispondenti all'8,5% del totale.
| anno | popolazione | popolazione | popolazione | presbiteri | presbiteri | presbiteri | presbiteri                | diaconi | religiosi | religiosi | parrocchie |
| anno | battezzati  | totale      | %           | numero     | secolari   | regolari   | battezzati per presbitero | diaconi | uomini    | donne     | parrocchie |
| ---- | ----------- | ----------- | ----------- | ---------- | ---------- | ---------- | ------------------------- | ------- | --------- | --------- | ---------- |
| 1970 | 31.868      | 2.000.000   | 1,6         | 40         | 11         | 29         | 796                       |         | 29        | 41        | 23         |
| 1980 | 35.664      | 1.279.000   | 2,8         | 37         | 23         | 14         | 963                       |         | 14        | 45        | 28         |
| 1990 | 45.367      | 1.119.000   | 4,1         | 57         | 50         | 7          | 795                       |         | 13        | 64        | 34         |
| 1999 | 61.075      | 1.156.392   | 5,3         | 70         | 62         | 8          | 872                       |         | 24        | 184       | 46         |
| 2000 | 64.531      | 1.078.876   | 6,0         | 71         | 64         | 7          | 908                       |         | 26        | 225       | 42         |
| 2001 | 66.950      | 1.075.759   | 6,2         | 72         | 62         | 10         | 929                       |         | 22        | 203       | 47         |
| 2002 | 69.775      | 1.132.462   | 6,2         | 79         | 66         | 13         | 883                       |         | 32        | 187       | 47         |
| 2003 | 70.340      | 1.162.321   | 6,1         | 81         | 69         | 12         | 868                       |         | 48        | 198       | 47         |
| 2004 | 72.295      | 1.144.930   | 6,3         | 81         | 70         | 11         | 892                       |         | 46        | 215       | 49         |
| 2006 | 73.366      | 1.190.735   | 6,2         | 92         | 79         | 13         | 797                       |         | 37        | 230       | 49         |
| 2013 | 82.606      | 1.111.165   | 7,4         | 129        | 92         | 37         | 640                       |         | 52        | 256       | 57         |
| 2016 | 86.631      | 1.114.212   | 7,8         | 134        | 99         | 35         | 646                       |         | 52        | 254       | 60         |
| 2019 | 90.373      | 1.122.868   | 8,0         | 135        | 101        | 34         | 669                       |         | 75        | 226       | 61         |
| 2021 | 91.713      | 1.102.731   | 8,3         | 136        | 102        | 34         | 674                       |         | 45        | 255       | 62         |
| 2023 | 92.470      | 1.089.493   | 8,5         | 139        | 105        | 34         | 665                       | 3       | 79        | 272       | 62         |